# Dexter (Missouri)
Dexter város az USA Missouri államában, Stoddard megyében. Lakosainak száma 7927 fő (2020. április 1.).

## Népesség
A település népességének változása:
| Lakosok száma | 489  | 7864 | 7927 |
|               | 1880 | 2010 | 2020 |